# های فشن (ترانه ادیسون ری)
«های فشن» (به انگلیسی: High Fashion) ترانه‌ای از خوانندهٔ آمریکایی ادیسون ری می‌باشد که در ۱۴ فوریهٔ سال ۲۰۲۵ از سوی کلمبیا رکوردز به‌عنوان سومین تک‌آهنگ از نخستین آلبوم استودیویی روبه‎‌انتشار ری منتشر گردید.

## پس‌زمینه و انتشار
این ترانه از طریق یک تماس تلفنی از شماره‌ای که در وبگاهٔ ری قرار داشت، تبلیغ شد.
طی مقالهٔ رولینگ استون از ری در ۲۴ فوریه فاش شد که او روی نخستین آلبوم استودیویی خود کار می‌کند و سومین تک‌آهنگ خود را تحت عنوان «های فشن» به‌زودی منتشر خواهد کرد. تیزر رسمی این ترانه در ۱۰ فوریهٔ سال ۲۰۲۵ منتشر شد که تاریخ انتشار ترانه را ۱۴ فوریهٔ سال ۲۰۲۵ اعلام کرده بود. جلد هنری نیز در ۱۲ فوریهٔ سال ۲۰۲۵ منتشر گردید.